# Els Prats (el Meüll)
Els Prats és un indret i partida del terme municipal de Castell de Mur, dins de l'antic terme de Mur, al Pallars Jussà, en terres del poble del Meüll.
Estan situats a l'esquerra de la llau de Llució, al nord-oest del Serrat de Purredó, al nord-est del Meüll. Queda just a llevant de Cabicerans.